# Linda Visentin
Pour les articles homonymes, voir Visentin.
Linda Visentin, née le 30 avril 1977 à Trévise, est une coureuse cycliste italienne. Professionnelle de 1996 à 2005, elle a été championne du monde du contre-la-montre juniors en 1995.

## Palmarès
- 1995
  -  Championne du monde du contre-la-montre juniors
- 1999
  - 3e étape du Tour de Pordenone
  - 3e du championnat d'Italie du contre-la-montre